# Gardner gun

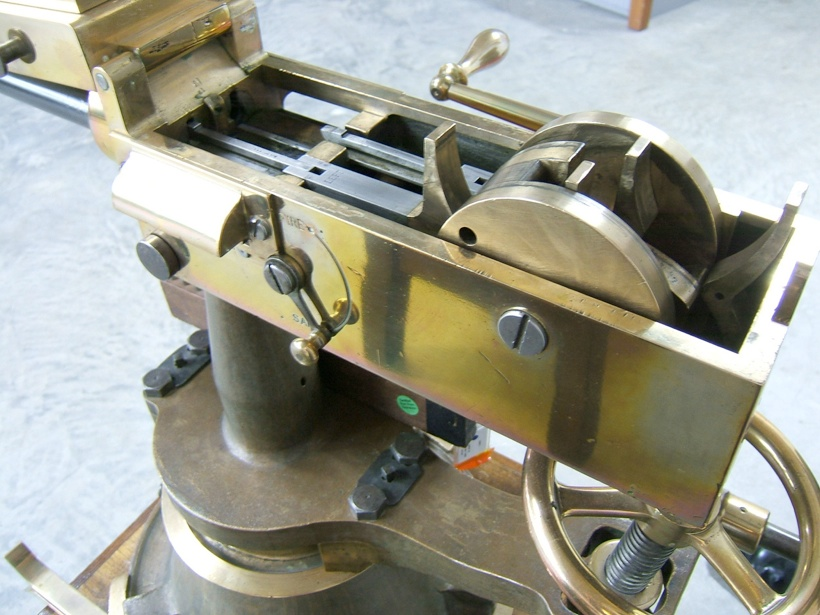
Zicht op afvuurmechanisme

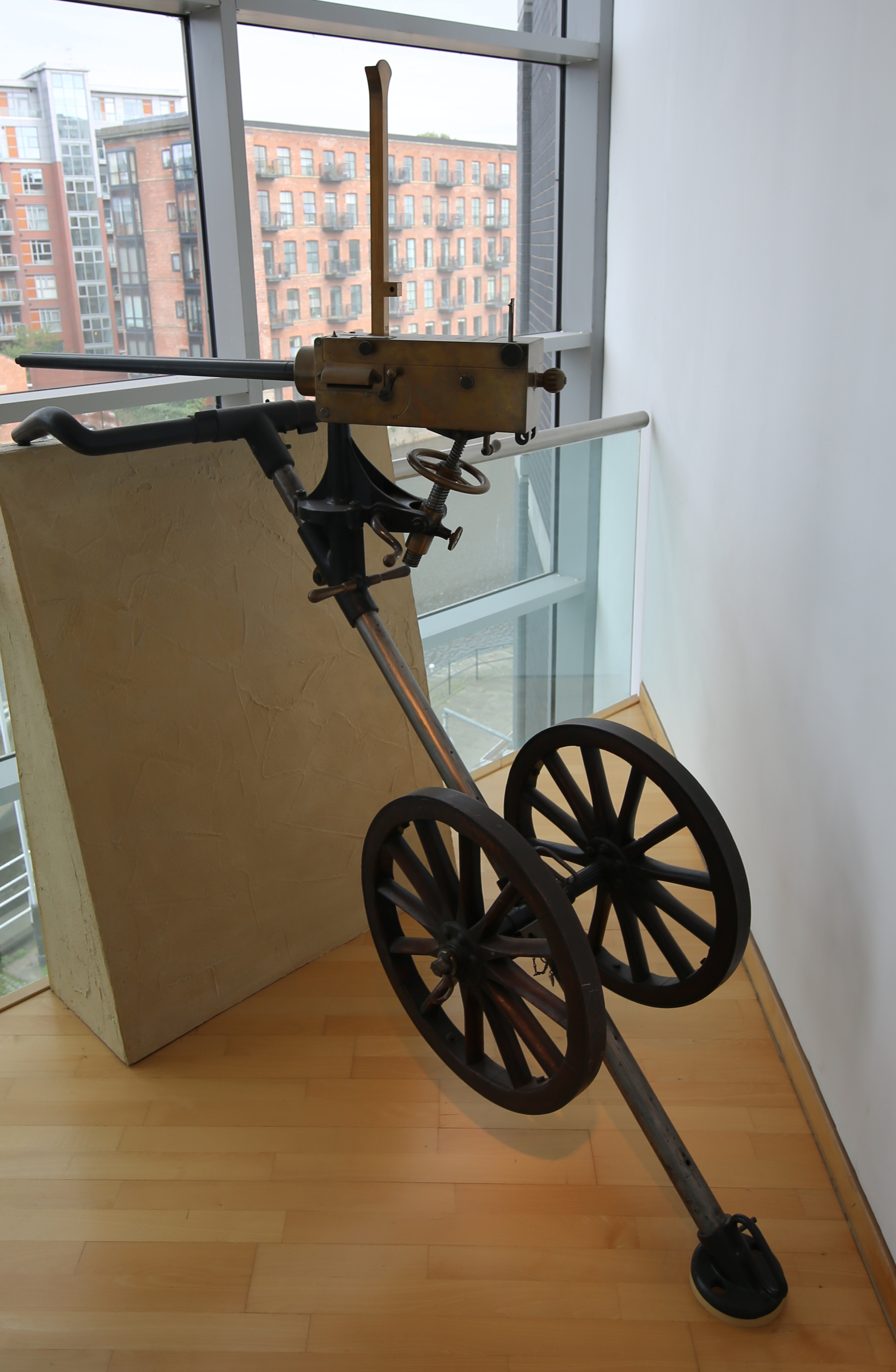
Gardner met speciaal affuit voor een borstwering

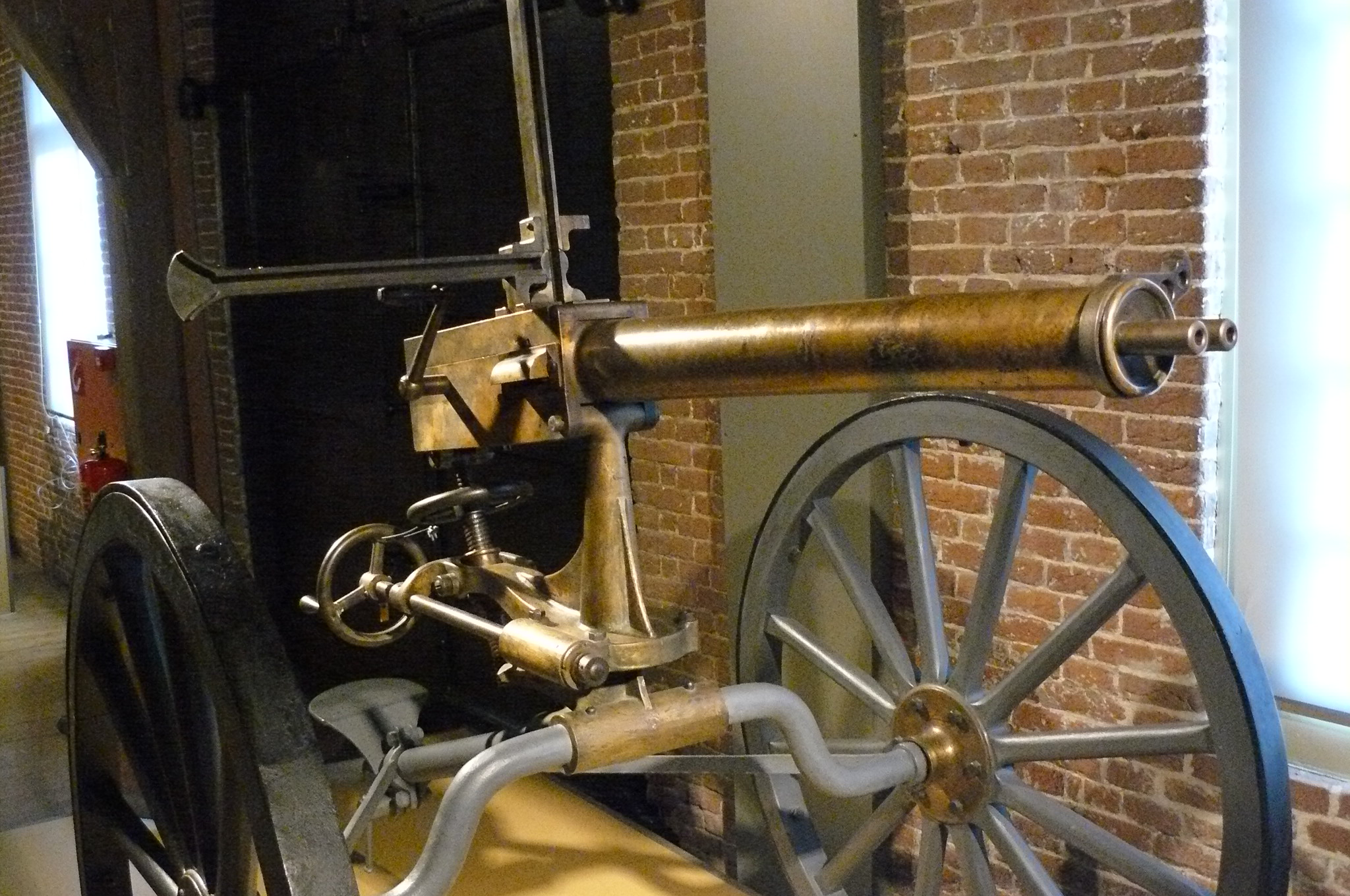
Gardner M 90 mitrailleur op wielaffuit

De Gardner gun is een door handkracht aangedreven mitrailleur. Het is in gebruik geweest tussen 1880 en 1930, waaronder bij het Nederlandse leger. 

## Geschiedenis
De Gardner mitrailleur werd in 1874 uitgevonden door William Gardner uit Toledo (Ohio). Hij was een kapitein in het leger van de Unie tijdens de Amerikaanse Burgeroorlog. Nadat hij een prototype had gemaakt, ging hij naar het Pratt & Whitney (P&W). Gardner had geen geld meer en verkocht zijn rechten aan P&W in ruil voor een vergoeding voor iedere mitrailleur die P&W zou verkopen. Samen werkten ze een jaar aan de verdere ontwikkeling van het wapen en in 1875 was een werkzaam wapen klaar. De mitrailleur werd bediend met een slinger. In één doorgaande beweging werden de beide lopen afwisselend geladen en afgevuurd. Het was dus nog geen automatisch wapen zoals de Maxim en zijn opvolgers.
In november 1875 werd een demonstratie van het wapen gegeven aan een aantal Amerikaanse marine officieren. De mitrailleur functioneerde goed, maar de officieren kwam met een aantal aanbevelingen met name om de toevoer van de munitie te verbeteren. Ingenieur E.G. Parkhurst van P&W nam deze adviezen serieus en verbeterde het afvuurmechanisme waarmee de betrouwbaarheid verbeterde. In 1877 vonden aanvullende tests plaats met een andere versie, het kaliber was .45 (11,4 mm) en de mondingssnelheid werd bepaald op 1280 voet per seconde (390 m/s).
Op 17 juni 1879 werd het wapen weer gedemonstreerd aan de marine, waarbij Francis A. Pratt en Amos Whitney aanwezig waren. Het wapen vuurde in totaal 10.000 patronen af in 27 minuten en 36 seconden. Het wapen vuurde 4722 schoten af tot de eerste storing en na een kleine reparatie vuurde het nogmaals probleemloos zo’n 5000 schoten af. Op 15 januari en 17 maart 1880 werden demonstraties gegeven aan het Amerikaanse leger. Het wapen presteerde goed maar het leger plaatste geen orders.
De Britse Royal Navy raakte wel geïnteresseerd en Gardner ging naar Engeland voor demonstraties. De Admiraliteit was zo onder de indruk dat ze de rechten kochten om het in Engeland te produceren. Gardner bleef in Engeland om toezicht te houden op de productie. Het Britse leger bestelde het wapen ook. De introductie werd nog vertraagd door de artillerie afdeling, door het lichte kaliber viel het buiten de verantwoordelijkheid van de artillerie en werkte daarom tegen..
Het Nederlandse leger kocht het wapen ook. Het werd bekend als de Gardner M 90 en had twee lopen. Van de M 90 werden er ruim tweehonderd stuks bij de Gardner Gun Company gekocht en nog eens driehonderd in licentie geproduceerd. Ze werden onder andere gebruikt op de forten van de Stelling van Amsterdam. De vuursnelheid lag op 300 schoten per minuut en voor de bediening waren er drie of vier man nodig: de stuks commandant, een man voor het bedienen van de slinger en een of twee soldaten die de aanvoer van de munitie verzorgden. De M 90 bleef tot 1930 in dienst bij het Nederlandse leger. De patronen hadden een kaliber van 11 x 50 R.
Het Nationaal Militair Museum heeft een exemplaar in de collectie.

## Versies
Er werden diverse versies gemaakt, met één, twee of vijf lopen. De munitie werd gevoed vanuit een verticaal magazijn bovenop het afvuurmechanisme. Gevuurd werd door aan een slinger te draaien, de patroon viel op de juiste plaats, met een grendelblok werd de schietbuis afgesloten en het wapen vuurde. Door verder te draaien werd het grendelblok geopend en de huls viel uit het wapen en de cyclus werd herhaald. Het magazijn had ruimte voor 30 patronen en voor het herladen waren er hulpmiddelen beschikbaar waarmee per keer 20 patronen geplaatst werden in het magazijn.
Het wapen was zwaar en voor de verplaatsing werd een affuit gebruikt. In forten kreeg het een vaste plaats op de grond of het werd tegen de muur bevestigd.